# Луций Коссоний Галл
Луций Коссоний Галл Вецилий Криспин Мансуаний Марцеллин Нумизий Сабин (лат. Lucius Cossonius Gallus Vecilius Crispinus Mansuanius Marcellinus Numisius Sabinus) — римский политический деятель.
О происхождении Галла ничего неизвестно. Он служил в качестве военного трибуна в XXI Стремительном легионе до 92 года, так как в том году легион был уничтожен. До 100 года Галл был «triumvir capitalis» (начальником тюрьмы), после чего он занимал должность легата в провинции Азия.
В 115/116 году он служил проконсулом Сардинии. В 116 году Галл стал консулом-суффектом совместно с Децимом Теренцием Гентианом. Около 117/118 года он находился на посту легата Галатии, а в 120 году был легатом Иудеи.